# Ostra (Čačak)
Pour les articles homonymes, voir Ostra (homonymie).
Ostra (en serbe cyrillique : Остра) est un village de Serbie situé sur le territoire de la Ville de Čačak, district de Moravica. Au recensement de 2011, il comptait 913 habitants.

## Démographie

### Évolution historique de la population
| 1948  | 1953  | 1961  | 1971  | 1981  | 1991  | 2002  | 2011 |
| ----- | ----- | ----- | ----- | ----- | ----- | ----- | ---- |
| 2 002 | 2 036 | 1 901 | 1 666 | 1 524 | 1 242 | 1 091 | 913  |

|  |